# Длиннохвостые птицы-мыши
Длиннохвостые птицы-мыши (лат. Urocolius) — род птиц из семейства птиц-мышей, для которого характерен очень длинный хвост. По сравнению с родом птицы-мыши длиннохвостые лучше приспособлены к полёту, они обладают более развитым крылом и короткой цевкой, их также выделяет красная маска на «лице». Оба современных вида — краснолицая и синешапочная птицы-мыши — обитают в засушливых районах Африки южнее Сахары, при этом их ареалы лишь слегка пересекаются на юге Танзании. Питаются преимущественно фруктами, в небольших стаях до десяти особей. Чашеобразное гнездо строят в густом колючем кустарнике, откладывают 2—4 яйца, которые начинают насиживать с первого яйца. Инкубационный период продолжается около двух недель. Птенцы появляются на свет голыми и слепыми, со светло-зелёной маской на «лице». Через две—три недели они покидают гнездо.
Род был выделен Шарлем Люсьеном Бонапартом в 1854 году. Некоторые учёные относят к нему ископаемый таксон Urocolius archiaci, остатки которого, восходящие к нижнему миоцену, были найдены в департаменте Алье во Франции.

## Описание
Небольшие птицы с длинным ступенчатым хвостом. Общая длина птицы составляет 29—37 см, из которых 19—28 см приходится на хвост. Масса тела — 32,5—78,9 г.
Оперение серо-коричневого цвета сверху и тёмно-жёлтого снизу. Перья в верхней части тела имеют зеленоватый металлический блеск, особенно на крыльях и хвосте. У птиц-мышей рода Urocolius имеется 12 широких и округлых рулевых перьев, крылья длиннее, чем у птиц-мышей рода Colius. Голая кожа вокруг глаз и основание клюва ярко-красные, кончик клюва — чёрный. Лапы и ноги фиолетово-красные, когти — чёрные. Синешапочная птица-мышь (Urocolius macrourus) отличается небольшим пятном голубого цвета на затылке, которого нет ни у одного подвида краснолицей птицы-мыши (Urocolius indicus); у неё слегка закрученные перья хохолка и красная радужка, в то время как у краснолицей птицы-мыши широкие прямые перья хохолка и коринево-серая радужка. Кроме того, у них заметно отличается вокализация: длинный односложный крик синешапочной и состоящая из трёх «слогов» позывка краснолицей птицы-мыши.
Сравнивая скелеты Colius и Urocolius, Филиппа Хаархофф (Philippa J. Haarhoff), обнаружившая в Танзании остатки птицы рода Urocolius позднего плиоцена, отметила, что у последнего все особенности скелета более «скульптурны» по сравнению с Colius. Представители рода Urocolius хорошо приспособлены к полёту: у них прямой и быстрый полёт, во время которого они держатся плотной стайкой рядом друг с другом. Исследования массы сердца синешапочной птицы-мыши в неволе (у умерших по разным причинам птиц) показали, что при средней массе тела 45,4 г (18 особей) масса сердца составляла 1,06 г. Учёные отметили, что схожие пропорции наблюдаются у некоторых колибри, что также указывает на высокую адаптацию к полёту. При этом сердце синешапочной птицы-мыши тяжелее сердца бурокрылой птицы-мыши (Colius striatus) на 80 % в абсолютных показателях и на 109 % в относительных.

## Распространение

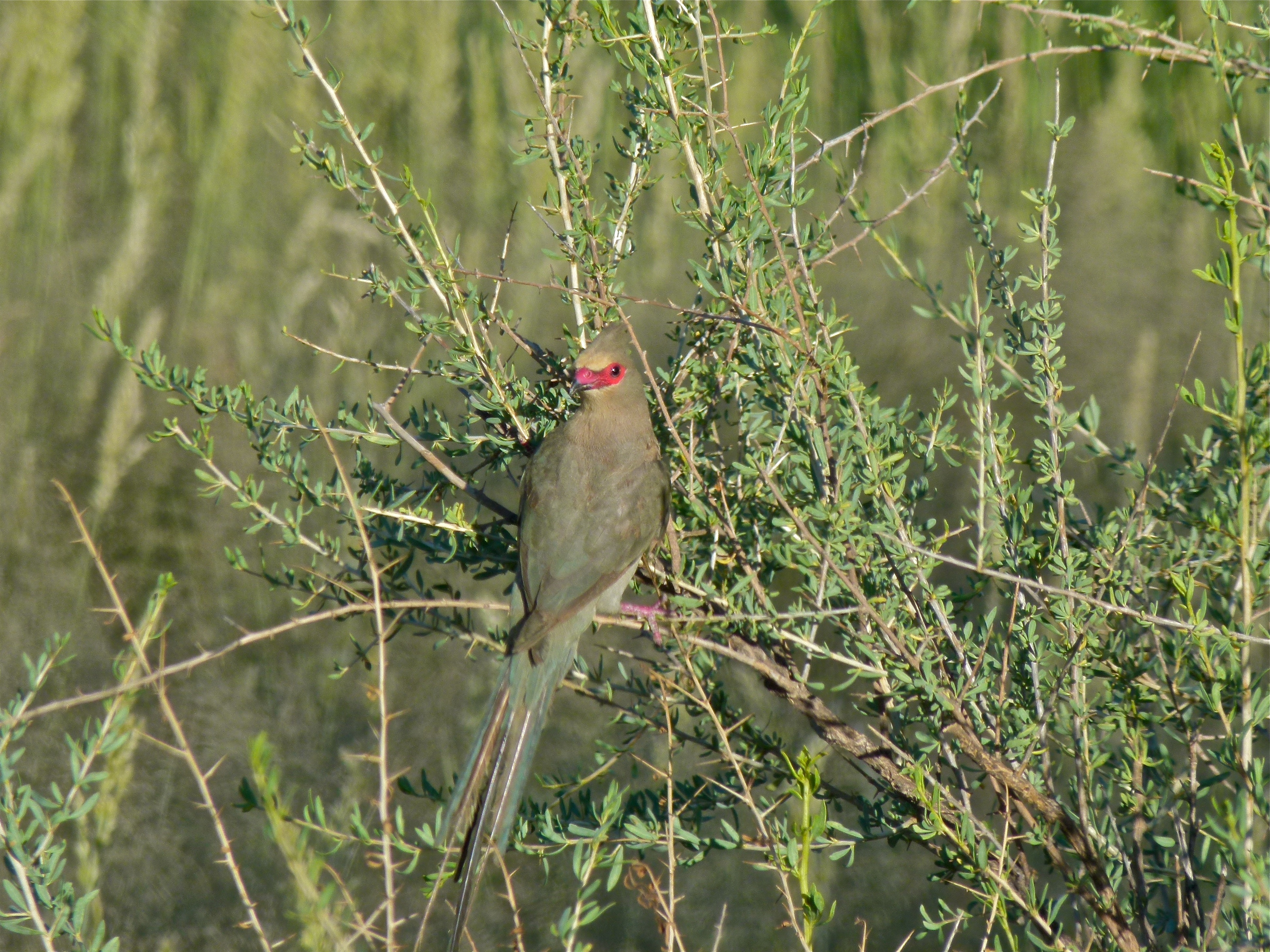
Краснолицая птица-мышь в Кгалагади (национальный парк)

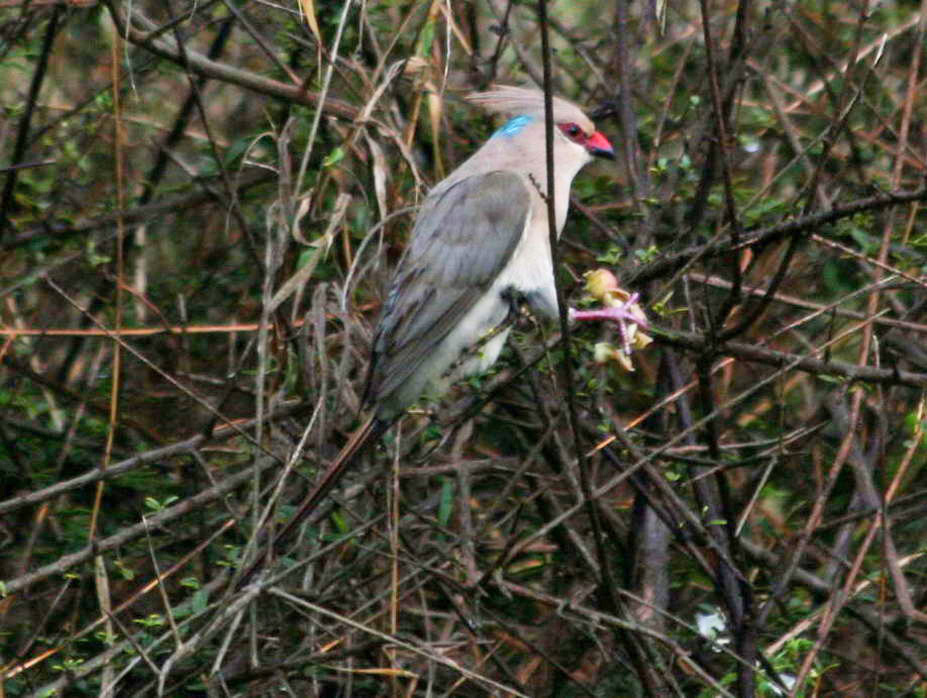
Синешапочная птица-мышь в Танзании

Птицы-мыши рода Urocolius обитают на обширных территориях Африки южнее пустыни Сахара. Селятся в зарослях кустарника и лесах, при этом предпочитают более засушливые и открытые ландшафты по сравнению с Colius, что также связано с высокой адаптацией к полёту.
Некоторые источники середины XX века утверждают, что ареалы двух видов не только не пересекаются, но даже не контактируют друг с другом. Самой северной точкой ареала краснолицей является побережье области Линди в Танзании, а самой южной синешапочной — окрестности Дар-Эс-Салам тоже в Танзании. Дополнительные исследования Херберта Шифтера (Herbert Shifter) показали, что, возможно, оба вида встречаются в национальном парке Руаха юго-западнее озера Руква. Энциклопедия The Birds of the World утверждает, что они делят ареал в узкой полосе на юге Танзании. В некоторых регионах синешапочная птица-мышь обитает совместно с бурокрылой, предпочитая при этом более засушливые биотопы. На одних территориях с бурокрылой обитает и краснолицая птица-мышь: в нижнем течении реки Шире в Малави её численность превосходит численность бурокрылой, а в заповедниках Маджете и Мвабви она полностью замещает этот вид. В пустыне Намиб и в Трансваале краснолицая птица-мышь делит ареал с белоспинной птицей-мышью (Colius colius). На территории Малого Кару с разнообразным велдом встречается три вида птиц-мышей: краснолицая, бурокрылая и белоспинная ().
Чешский орнитолог Иржи Мликовский отнёс к роду Urocolius остатки Urocolius archiaci, обнаруженные в департаменте Алье во Франции, и неописанные остатки из Кофидиш в Австрии. Остатки U. archiaci были найдены в Сен-Жеран-ле-Пюи и датируются ранним миоценом (23—20 млн лет). Австрийская находка восходит к позднему миоцену (10—9 млн лет). Среди около 30 тысяч костей птиц, обнаруженных в ущелье Олдувай в Танзании в 1960—1962 годы, 57 принадлежат представителям отряда птиц-мышей. Большинство костей Хаархофф отнесла к роду Colius и лишь три (проксимальный и дистальный концы локтевой кости, неполный грудинный конец коракоида) — к роду Urocolius. На основании калий-аргонового датирования возраст находок был определён как 1,83—1,72 млн лет; таким образом, фоссилии относятся к позднему плиоцену. Остатки Urocolius из ущелья Олдувай крупнее современных птиц-мышей за исключением краснолицей, однако малое количество остатков не позволило провести морфологический анализ, чтобы отнести их к одному из известных видов.

## Питание

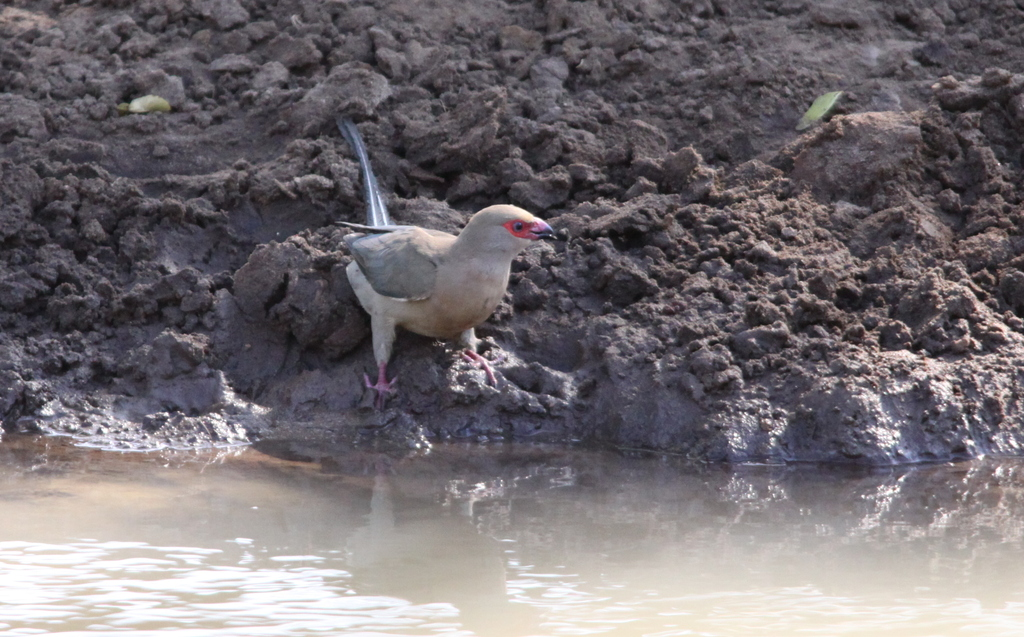
Краснолицая птица-мышь около воды

Птицы-мыши рода Urocolius питаются преимущественно фруктами. Рацион также включает листья, почки, цветы и нектар. В некоторых районах Нигера и Чада первостепенное значение для синешапочной птицы-мыши имеют ягоды сальвадоры персидской (Salvadora persica), кроме них, в пищу попадают плоды баланитеса египетского (Balanites aegyptiaca), Capparis decidua, Boscia senegalensis, Grewia villosa, тамаринда (Tamaríndus índica), а также видов рода фикус (Ficus). Основу рациона краснолицей птицы-мыши составляют виды родов дереза (Lycium), финиковая пальма (Phoenix), сидероксилон (Sideroxylon), эретия (Ehretia), фикус, сумах (Rhus), хурма (Diospyros), Euclea и маслина (Olea). Во время наблюдений в ЮАР регулярно отмечалось употребление в пищу нектара алоэ Марлота (Aloe marlothii). В пустыне Намиб важное значение имеет сальвадора персидская. Ради плодов нима и других культивируемых и экзотических растений птицы-мыши могут залетать в города. Они также питаются на шелковице (Morus), винограде (Vitis) и мелии ацедарах (Melia azderach), чьи плоды считаются ядовитыми для домашней птицы. В неволе птицы не показывают интереса к насекомым.
Обычно кормятся в небольших стаях до десяти особей. Шифтер предположил, что такие стаи, возможно, образованы семьями с подросшими птенцами, а более крупные скопления до 30—40 особей наблюдаются за пределами сезона размножения.

## Размножение
Конкретные сроки размножения представителей семейства, в том числе птиц-мышей рода Urocolius, отсутствуют; гнёзда птиц могут находить практически круглый год. Орнитолог Мэри Кэтрин Роуэн (Mary Katherine 'Bunty' Rowan) указывала, что у синешапочной и краснолицей птиц-мышей (виды рода Urocolius) отмечаются брачные представления. Птицы осуществляют ритмичные прыжки, сопровождаемые трескучими выкриками, — токуют. При этом в энциклопедии Birds of Africa указано, что у синешапочной птицы-мыши брачное представление устраивает самец, на которого затем взбирается его самка, а у краснолицей, вероятно, самка. Вместе с тем, наблюдения за представлениями в дикой природе крайне редки, возможно, такое поведение вовсе не связано с брачными ритуалами.
Птицы строят чашеобразное гнездо в густом колючем кустарнике, при необходимости укрепляют основание колючими ветками; само гнездо выстлано мягким материалом, при этом птицы могут подкладывать в него свежие листья во время инкубации. В кладке обычно 2—4 беловатых яйца с рыжим или коричневыми крапом; у птиц-мышей рода Colius какие-либо пятна на яйцах отсутствуют. Насиживание начинается с первого яйца и продолжается около двух недель — довольно небольшой срок для неворобьинообразных птиц. Лес Гибсон (Les Gibson) отмечал «ужасный» жёлто-зелёный цвет клюва птенцов синешапочной птицы-мыши. У появившихся на свет птенцов краснолицей птицы-мыши из рода Urocolius клюв также окрашен в светло-зелёный цвет, голая маска на «лице» того же цвета, но несколько темнее. Роуэн отмечала, что у птенцов бурокрылой и белоспинной птицы-мыши из рода Colius подклювье окрашено в тёмно-серый или чёрный цвет. Птицы-мыши являются птенцовыми птицами — птенцы вылупляются голыми и слепыми, но при благоприятных условиях уже через 14—20 дней встают на крыло. В случае беспокойства чуть окрепшие птенцы могут покинуть гнездо ещё раньше — через 10 дней после появления на свет.

## Систематика
Род Urocolius был выделен французским зоологом Шарлем Люсьеном Бонапаром в 1854 году. К названию птиц-мышей Colius был добавлен греческий корень греч. ούρα — хвост. В русскоязычной литературе встречается название длиннохвостые птицы-мыши. Латинское название птиц-мышей по разным версиям может происходить от греч. κελεός — дятел, или греч. κολοιός — галка, или греч. κολοιός κολεός — ножны. В середине XX века многие авторы относили всех современных птиц-мышей к роду Colius, при этом синешапочная и краснолицая птицы-мыши образовывали подрод, для них характерно наличие красной маски на «лице». Кроме того, представители рода Urocolius обладают 10-ю узкими и острыми рулевыми перьями, в то время как у птиц-мышей рода Colius 12 широких рулевых перьев. Лучше приспособленные к полёту птицы-мыши рода Urocolius предпочитают более открытые пространства, в то время как Colius чаще живут в лесах, у них более сильные ноги, которые позволяют им лучше карабкаться. Среди других отличий: раскраска яиц и птенцов. Белоголовая птица-мышь (Colius leucocephalus) также обладает 10-ю рулевыми перьями, что делает её похожей на Urocolius, кроме того, она предпочитает засушливые территории с густым колючим кустарником. На этом её сходство с Urocolius заканчивается и учёные относят вид к роду Colius.
Французский зоолог Альфонс Мильн-Эдвардс в 1869—1971 годы описал несколько ископаемых остатков из Сен-Жеран-ле-Пюи, которые датируются ранним миоценом (23—20 млн лет). Два вида были им отнесены к зелёным дятлам (Picus), ещё один выделен в отдельный род Limnatornis. В 1969 году немецкий палеонтолог Питер Балльман отнёс все три вида к птицам-мышам — Colius paludicola, Colius archiaci, Colius consobrinus. В 1970 году американский палеонтолог Пирс Бродкорб синонимизировал два из них, а в 2002 году Мликовский довёл количество названий до одного, отнеся оставшийся вид к роду Urocolius — Urocolius archiaci. При этом Мликовский включает семейство птиц-мышей в отряд дятлообразных.

### Классификация
По данным Международного союза орнитологов род включает два современных вида. К роду Urocolius некоторые учёные также относят вымерший вид Urocolius archiaci (Milne-Edwards, 1871).
| Современные виды                     | Современные виды        | Современные виды | Современные виды                                            | Современные виды                      |
| Научное название                     | Русское название        | Изображение      | Описание                                                    | Распространение                       |
| ------------------------------------ | ----------------------- | ---------------- | ----------------------------------------------------------- | ------------------------------------- |
| Urocolius indicus (Latham, 1790)     | Краснолицая птица-мышь  |                  | Общая длина — 29—37 см; масса — 32,5—78,9 г; пять подвидов. | Обитает на юге Африки.                |
| Urocolius macrourus (Linnaeus, 1766) | Синешапочная птица-мышь |                  | Общая длина — 33—36 см; масса — 34—65 г; шесть подвидов.    | Обитает в центральных районах Африки. |